# Temporada da NHL de 1949–50
A temporada da NHL de 1949–50 foi a 33.ª  temporada da National Hockey League (NHL). Seis times jogaram 70 partidas cada. O Detroit Red Wings derrotou o New York Rangers em sete jogos pela Stanley Cup. Essa foi a última temporada em que a Copa O'Brien foi entregue ao vice-campeão da Stanley Cup  - nessa temporada, o New York Rangers - quando foi aposentada pela segunda e última vez. 

## Temporada Regular
Em junho de 1949, a NHL decidiu pintar a superfície do gelo de branco. Isso foi feito ao adicionarem tinta branca à água antes da fusão. Anteriormente, a superfície do gelo era apenas água congelada sobre concreto, o que dava uma cor acinzentada. Ao "embranquecer" a superfície do gelo, ficou mais fácil de ver e seguir o disco, especialmente no novo meio da televisão.
Detroit, liderado pela nova Linha de Produção de Lindsay, Howe e Abel venceu a temporada regular. A Linha de Produção liderou a pontuação da liga em 1–2–3.

### Melhores Momentos
Em 2 de novembro de 1949, no Chicago Stadium, uma briga séria explodiu no jogo em que Chicago derrotou Montreal por 4–1. Durante o segundo período, alguns torcedores ao lado do rink começaram a tentar chegar no defensor de Montreal Ken Reardon, e quando um torcedor agarrou seu agasalho, Reardon balançou seu taco e atingiu um dos bagunceiros. Leo Gravelle e Billy Reay juntaram-se a ele, e outro torcedor ainda escalou a parede e desafiou Reardon, mas foi forçado a voltar ao seu assento. Ao fim do jogo, a polícia prendeu Reardon, Reay e Gravelle. Posteriormente, os jogadores foram liberados quando o juiz afirmou que os torcedores foram os agressores e ultrapassaram o seu papel como torcedores.
Após Chicago ter derrotado Toronto por 6–3 em 27 de novembro, Conn Smythe disse ao goleiro Turk Broda, "Eu não treinarei um time de homens gordos!" e disse que Broda não jogaria até reduzir o seu peso para 190 lb. Na época, Broda pesava quase 200. Al Rollins foi comprado de Cleveland da AHL e Gil Mayer cresceu para ter medidas adequadas. Quando atingiu 189 libras, Broda voltou ao gol de Toronto e ganhou seu quarto jogo sem levar gols em 3 de dezembro e a torcida  dos Maple Leafs vibraram com cada uma de suas 22 defesas.
Após a humilhação do Red Wings sobre Chicago por 9–2 em 8 de fevereiro, o escritor Lew Walter tentou entrevistar o treinador de Chicago Charlie Conacher. Conacher explodiu em raiva, criticou histórias passadas de Walter e o esmurrou, derrubando-o no chão. Walter anunciou que procuraria garantias de que Conacher seria preso. O presidente da NHL Clarence Campbell teve uma visão diminuída das ações de Conacher e o multou em $200. Conacher então telefonou para Walter e se desculpou, dizendo-se arrependido do ocorrido.
A torcida de Montreal começou a vaiar Bill Durnan, commo fizeram em 1947–48, apesar do fato de ele ser o melhor goleiro da liga e, em uma entrevista, ele afirmou que se aposentaria ao fim da temporada. Na realidade, Durnan havia sofrido cortes inúmeras vezes na temporada, e em um certo ponto, teve de tomar penicilina. Isso causou febre alta e ele perdeu um pouco de sua ação. Apesar disso, ele conseguiu 8 jogos sem levar gols e ganhou o Troféu Vezina pela sexta vez em sua carreira de sete temporadas. 
Ken Reardon viu-se em um problema quando ele fez uma afirmação a uma revista sugerindo retribuição a Cal Gardner, dizendo: "Eu vou deixar claro que Gardner leve 14 pontos em sua boca. Eu posso esperar um longo tempo, mas eu conseguirei." Em 1 de março de 1950, Clarence Campbell fez Reardon depositar uma quantia de $1.000 para ter certeza de que ele não iria à frente com sua ameaça. Quando a temporada terminou, Reardon recebou de volta os $1.000, por não ter machucado Gardner como disse que faria.

### Classificação Final
Nota: PJ = Partidas Jogadas, V = Vitórias, D = Derrotas, E = Empates, Pts = Pontos, GP = Gols Pró, GC = Gols Contra

Times que se classificaram aos play-offs estão destacados em negrito
| National Hockey League | PJ | V  | D  | E  | Pts | GP  | GC  |
| ---------------------- | -- | -- | -- | -- | --- | --- | --- |
| Detroit Red Wings      | 70 | 37 | 19 | 14 | 88  | 229 | 164 |
| Montreal Canadiens     | 70 | 29 | 22 | 19 | 77  | 172 | 150 |
| Toronto Maple Leafs    | 70 | 31 | 27 | 12 | 74  | 176 | 173 |
| New York Rangers       | 70 | 28 | 31 | 11 | 67  | 170 | 189 |
| Boston Bruins          | 70 | 22 | 32 | 16 | 60  | 198 | 228 |
| Chicago Black Hawks    | 70 | 22 | 38 | 10 | 54  | 203 | 244 |

### Artilheiros
PJ = Partidas Jogadas, G = Gols, A = Assistências, Pts = Pontos, PEM = Penalizações em Minutos
| Jogador         | Time                | PJ | G  | A  | Pts | PEM |
| --------------- | ------------------- | -- | -- | -- | --- | --- |
| Ted Lindsay     | Detroit Red Wings   | 69 | 23 | 55 | 78  | 141 |
| Sid Abel        | Detroit Red Wings   | 69 | 34 | 35 | 69  | 46  |
| Gordie Howe     | Detroit Red Wings   | 70 | 35 | 33 | 68  | 69  |
| Maurice Richard | Montreal Canadiens  | 70 | 43 | 22 | 65  | 114 |
| Paul Ronty      | Boston Bruins       | 70 | 23 | 36 | 59  | 8   |
| Roy Conacher    | Chicago Black Hawks | 70 | 25 | 31 | 56  | 16  |
| Doug Bentley    | Chicago Black Hawks | 64 | 20 | 33 | 53  | 28  |
| Johnny Peirson  | Boston Bruins       | 57 | 27 | 25 | 52  | 49  |
| Metro Prystai   | Chicago Black Hawks | 65 | 29 | 22 | 51  | 31  |
| Bep Guidolin    | Chicago Black Hawks | 70 | 17 | 34 | 51  | 42  |

## Playoffs
Detroit derrotou Toronto em sete jogos para avançar à final final. New York derrotou Montreal em cinco jogos para avançar à final.

## Prêmios da NHL
| Copa O'Brien:              | New York Rangers                 |
| Troféu Príncipe de Gales:  | Detroit Red Wings                |
| Troféu Art Ross:           | Ted Lindsay, Detroit Red Wings   |
| Troféu Memorial Calder:    | Jack Gelineau, Boston Bruins     |
| Troféu Memorial Hart:      | Charlie Rayner, New York Rangers |
| Troféu Memorial Lady Byng: | Edgar Laprade, New York Rangers  |
| Troféu Vezina:             | Bill Durnan, Montreal Canadiens  |

### Times das Estrelas
| Primeiro Time                       | Position | Segundo Time                     |
| ----------------------------------- | -------- | -------------------------------- |
| Bill Durnan, Montreal Canadiens     | G        | Chuck Rayner, New York Rangers   |
| Gus Mortson, Toronto Maple Leafs    | D        | Leo Reise, Detroit Red Wings     |
| Ken Reardon, Montreal Canadiens     | D        | Red Kelly, Detroit Red Wings     |
| Sid Abel, Detroit Red Wings         | C        | Ted Kennedy, Toronto Maple Leafs |
| Maurice Richard, Montreal Canadiens | RW       | Gordie Howe, Detroit Red Wings   |
| Ted Lindsay, Detroit Red Wings      | LW       | Tony Leswick, New York Rangers   |

## Estreias
O seguinte é uma lista de jogadores importantes que jogaram seu primeiro jogo na NHL em 1949-50 (listados com seu primeiro time, asterisco(*) marca estreia nos play-offs):
- Jack McIntyre, Boston Bruins
- Red Sullivan, Boston Bruins
- Johnny Wilson, Detroit Red Wings
- Terry Sawchuk, Detroit Red Wings
- Marcel Pronovost*, Detroit Red Wings
- Al Rollins, Toronto Maple Leafs
- George Armstrong, Toronto Maple Leafs
- Tim Horton, Toronto Maple Leafs

## Últimos Jogos
O seguinte é uma lista de jogadores importantes que jogaram seu último jogo na NHL em 1949-50 (listados com seu último time):
- Jack Crawford, Boston Bruins
- Bud Poile, Boston Bruins
- Frank Brimsek, Boston Bruins
- Ken Reardon, Montreal Canadiens
- Grant Warwick, Montreal Canadiens
- Bill Durnan, Montreal Canadiens
- Garth Boesch, Toronto Maple Leafs